# Alweg

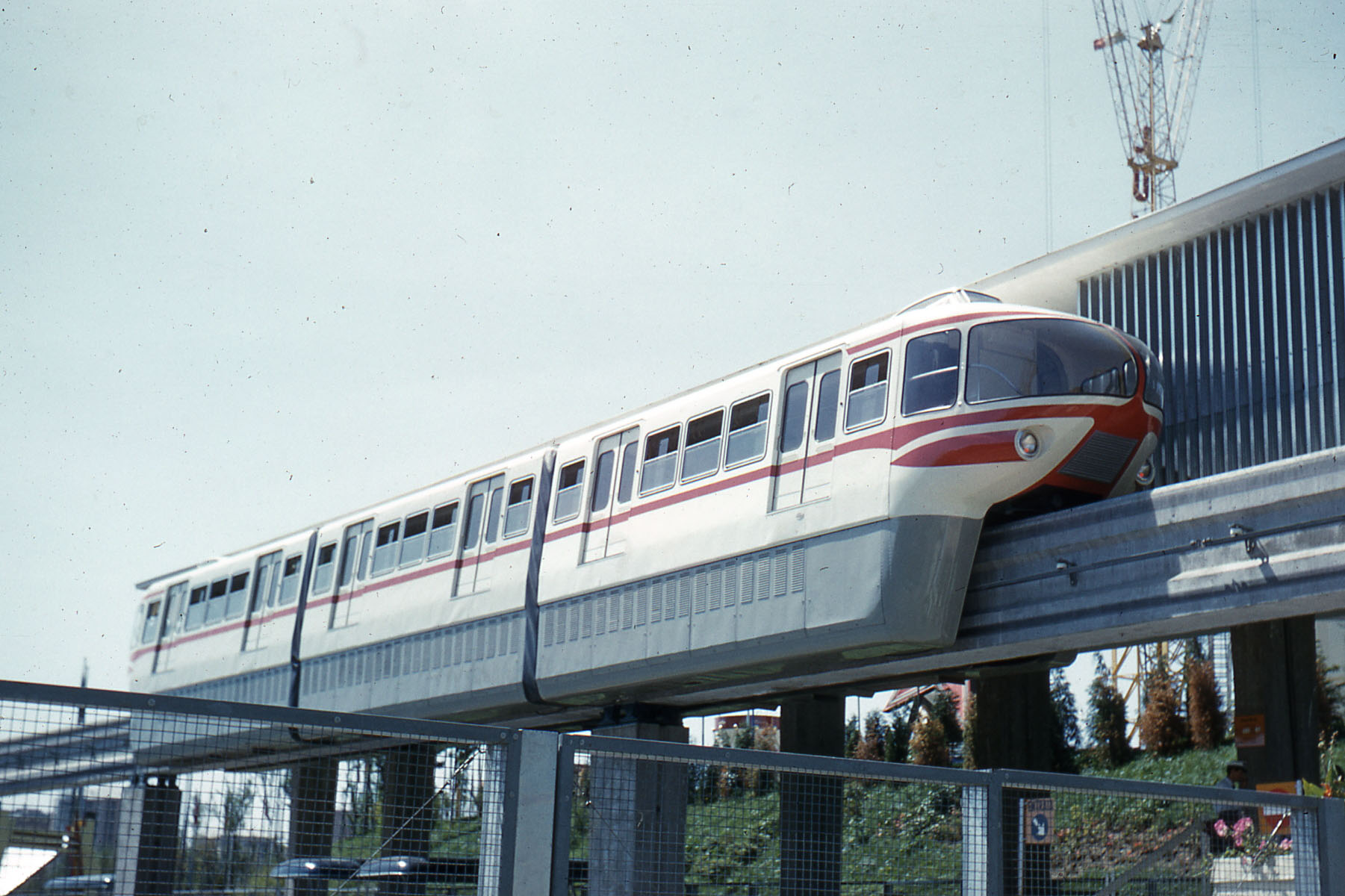
Monorail à Turin

ALWEG était une société allemande de construction de transport en commun spécialisée dans les monorails sur rail central.
Toutefois, le souvenir de l'entreprise persiste avec la division Hitachi-Alweg et deux monorails encore en service.
L'activité monorail est reprise par le canadien Bombardier.

## La création d'Alweg
La société a été fondée en janvier 1953 par l'industriel suédois Dr. Axel Lennart Wenner-Gren dans la ville de Fühlingen en Allemagne, près de Cologne, sous le nom Alweg-Forschung, GmbH (Société de recherche Alweg). Le nom Alweg est l'acronyme de son fondateur Axel Lennart WEnner-Gren.
La société prend la suite du groupe d'étude sur les transports ferroviaires allemand, le Verkehrsbahn-Studiengesellschaft, qui avait déjà présenté ses premiers concepts et prototypes de monorail en 1952. Une voie d'essais avait été construite à Cologne.

## Réalisations

### Deux monorails aux Etats-Unis
Les constructions les plus connues de la société sont les monorails américains de Disneyland Monorail (ouvert en 1959) et de Seattle Center Monorail, à Seattle construit pour l'exposition de 1962. Ces deux systèmes sont encore en service. Le monorail de Seattle utilise les trains d'origine tandis que celui de Disneyland a remplacé plusieurs fois les monorails. Le monorail de Disneyland concrétise la volonté de Walt Disney de populariser ce système de transport après avoir assisté à une démonstration en 1957.

### Sous licence, un monorail au Japon
En 1960, Alweg accorde une licence à la société japonaise Hitachi pour construire le monorail reliant Tokyo à Haneda. Cette voie est construite par une division d'Hitachi baptisée Hitachi-Alweg et ouvre en 1964. Elle est depuis la ligne de monorail la plus utilisée au monde. La même année, elle crée une société aux États-Unis nommée Wegematic Corporation.

### L'échec de San Francisco
En 1963, Alweg propose un système de monorail à la ville de Los Angeles, conçu, construit, géré et maintenu par la société, comme à Seattle. Elle propose même de prendre le risque financier lié à la construction, en demandant l'autorisation de toucher les revenus de la vente de billets. Le conseil municipal rejette le projet. L'auteur Ray Bradbury, partisan du projet de monorail, critiqua ce choix et le rappela lors de l'ouverture de la ligne Rouge du métro de Los Angeles en 1993. 

### Projet temporaire et autre échec
Alweg parviendra à installer un monorail dans le cadre d'une exposition temporaire à Turin en 1961.
A la fin des années 60, le projet de monorail à Vysoké Tatry, en Slovaquie, n'aura pas plus de succès.

## Les difficultés financières et la disparition
C'est malheureusement à cette période que la société subit des problèmes financiers. 
En 1964, Wegematic cesse son activité à Seattle. L'activité monorail est reprise par le canadien Bombardier. En 1966, les ateliers de Wegematic à Seattle sont détruits. 
En 1965, le siège allemand déménage à Essen. L'activité en Allemagne est reprise par Krupp.
En 1967, le site de Cologne-Fühlingen comprenant une voie d'essai est rasée tandis que les ateliers américains du New Jersey ferment à leur tour.